# جزایر سنیاوین
آبخوست‌های سِنیاوین در ایالات فدرال میکرونزی قرار دارند. این دو آبخوست شامل آبخوست بزرگ پوناپی (نزدیک به ۳۳۴ کیلومتر مربع (۱۲۹ مایل مربع)) و دو آب‌سنگ حلقوی پاکین و آب‌سنگ حلقوی آنت می‌شود.

## تاریخچه
تاریخ پیش از استعمار پوناپی به سه دوره تقسیم می‌شود که ۱) مواِهین کاوا یا مواِهین آراماس: دوره ورود بومیان و ساخت جامعه تا پیش از ۱۱۰۰ پس از میلاد ۲) مووِهین سادولور (دوره دودمان سادولور) بین ۱۱۰۰ تا ۱۶۲۸ میلادی و ۳) مووِهین نانموارکی (دودمان نانموارکی یا رئیس قبیله) از ۱۶۲۸ تا ۱۸۸۵ میلادی هستند. افسانه‌های بومیان پوناپی می‌گویند که فرمانروایان سالودور نخستین کسانی بودند که از خارج، ساختار دولت را به پوناپی آوردند. با افزایش سرکوبگری در طی چند نسل، نوعی قانون مطلق متمرکز سادولور در افسانه‌های پوناپی حاکم شد. خواسته‌های دلخواهانه و خودسرانه مانند شهرت برای انجام مجازات خدایان پوناپی باعث خشم مردم پوناپی شد. دودمان سادولور با یورش دومان ایزوکلکل پایان یافت. ایزوکلکل‌ها دیگر بیگانگان نیمه افسانه‌ای بودند که قوانین سالودور را با سامانه قوانین نامتمرکز رئیس قبیله‌ای جایگزین کردند که تا امروز ادامه دارد.

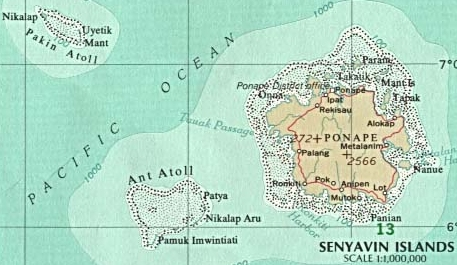
نقشه آبخوست‌های سِنیاوین

نخستین اروپایی وارد شده به آب‌سنگ حلقوی پاکین کاشف اسپانیایی زن «ایزابل بارتو» با کشتی «سن جرونیمو» بود. او در دسامبر ۱۵۹۵ به همراه «پدرو فرناندز د کیروس» به عنوان سکاندار وارد این آب‌سنگ حلقوی شد. در ۱۸۲۸ ناوبر روس «فیودور لیتکه» این گروه آبخوست را به پیروی از دریاسالار «دمیتری سنیاوین» نام‌گذاری کرد.

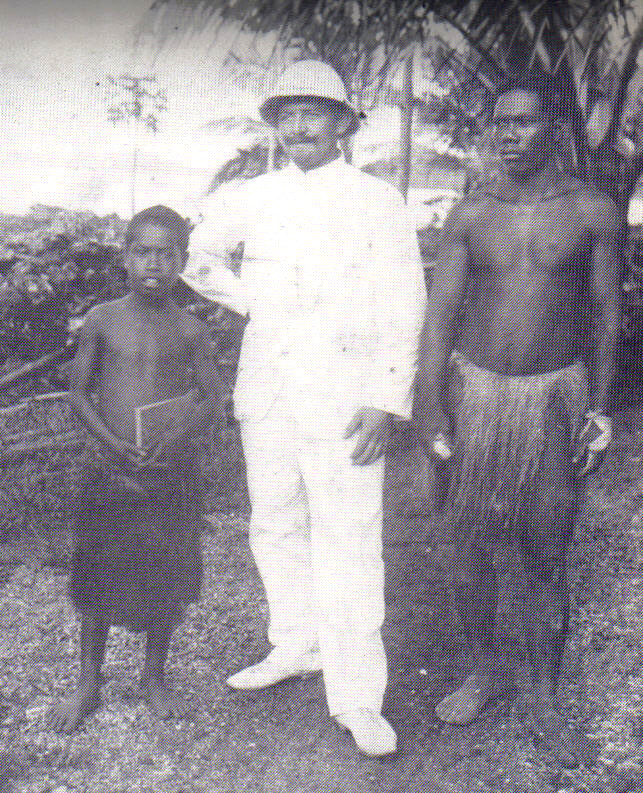
«کارل کامارایش» از نیروهای امپراتوری استعماری آلمان که از ۱۸۹۹ تا ۱۹۱۴ در آبخوست‌های سِنیاوین حضور داشتند. نگاره بین سال‌های ۱۹۰۵ تا ۱۹۱۰ میلادی گرفته شده است.